# Departement Groningen
Het departement Groningen bestond van 1807 tot 1810. De hoofdstad was Groningen.
Na de oprichting van het koninkrijk Holland in 1806 werd bij wet van 13 april 1807 de departementale indeling van het rijk vastgesteld. De naam van het departement werd gewijzigd van Stad en Landen van Groningen in Groningen; het grondgebied van het departement werd in het oosten uitgebreid met het Reiderland.
Landdrost van het departement was Hendrik Ludolf Wichers (8 mei 1807 – 28 december 1810).
Na de annexatie van het koninkrijk Holland op 9 juli 1810 werd het departement op 1 januari 1811 met het departement Drenthe verenigd tot het Franse departement Westereems (Frans: département de l'Ems-Occidental).
Amstelland · Brabant · Drenthe · Gelderland · Groningen · Friesland · Maasland · Oost-Friesland · Overijssel · Utrecht · Zeeland